# Malmudden, Pargas
Malmudden är en udde i Finland. Den ligger i Pargas och landskapet Egentliga Finland, i den sydvästra delen av landet, 160 km väster om huvudstaden Helsingfors.
Terrängen inåt land är platt. Havet är nära Malmudden västerut.  Närmaste större samhälle är Åbo, 18,4 km nordost om Malmudden. 